# Памятник Янке Купале (Радошковичи)
Памятник Янку Купале — памятник в Радошковичах, находится на улице Советской, напротив Дома культуры. Бюст был установлен в 1982 году в память о классике белорусской литературы Янке Купале.
Радошковичи и их окрестности тесно связаны с именем Я. Купалы. Здесь в сентябре 1903 года он работал секретарем у судебного следователя. Ю. Купала был в Радошковичах и в 1904-1906 гг., когда познакомился и подружился с Ядвигиным Ш., жившим по соседству, в хуторе Карпилаук . В начале июня 1919 года он прочитал ему комедию «Павлинка» . Позже народный поэт писал: «Для меня это было большим событием, потому что я впервые столкнулся с человеком, который является не только писателем, который публикуется, но и пишет по-белорусски».
15 августа 1913 года Первое белорусское общество драмы и комедии в Минске поставило «Павлинку» в Радошковичах. Автор присутствовал на спектакле.
В августе 1919 года поэт посетил хутор Калисберг близ Радошковичей, где жила его сестра Л. Д. Романовская. Здесь были написаны поэмы «На нашым полі…», «3 павяўшай славы…» і «Мая навука».